# Eliseo Pinedo López
Eliseo Pinedo López (Zarratón, La Rioja, 2 de diciembre de 1908 - 24 de noviembre de 1969) fue un compositor y maestro de música también conocido con su destreza en la interpretación con instrumentos como el piano y la trompeta. Cultivó principalmente el género de la Zarzuela y destacó como investigador del folclore de La Rioja recuperando y recomponiendo varias obras autóctonas de importantísimo valor cultural e histórico. Promovió y dirigió la Academia Provincial de Música de Logroño que posteriormente acabaría convirtiéndose en el Conservatorio Profesional de Música de La Rioja.

## Biografía
Hijo de Pedro Pinedo y Elisa López. Su padre, zapatero y músico por afición, crea una escuela de música en su propia casa y nace de ella una orquesta de cuerda. Es por tanto su propio padre el primer maestro del futuro músico. Siendo niño trasladan su residencia a Haro donde inicia sus estudios con el organista de la parroquia de Santo Tomás, Basilio Miranda. Se entrega de lleno a la música y se traslada a Madrid, donde en el Real Conservatorio Superior de Música obtiene el título de compositor durante el curso 1942/43.
Desde muy joven forma parte de la Banda de Música de Haro, es Director de la Coral de Haro A.R.P.A. que en aquella época (1941) contaba con 35 voces mixtas. Obtiene el número uno en la oposición y consigue la dirección de la Banda de Música de Tudela (Navarra) 1947, donde permanece 7 años. También fue director de la Orquesta del Teatro Gaztambide y del Orfeón de Tudela, que en esos años contaba con 30 voces mixtas. Con esta coral prepara diverso repertorio polifónico y de zarzuela. 
Contrae matrimonio con Dña. María Teresa Hernández.
Finalmente consigue la plaza de director de la Banda de la Diputación de Logroño, en febrero de 1953. Con esfuerzo y entrega consigue unificar y potenciar a esta banda que se complementa con miembros de la recién desaparecida Banda Municipal de Logroño.
Fue el fundador y director de la Orquesta de cámara ORIA que hizo su presentación en Logroño el 28 de mayo de 1960 . 
Dedicó gran parte de su actividad a la Compañía Lírica de Aficionados Pepe Eizaga, dirigiendo numerosas zarzuelas de repertorio nacional. También consiguió con el Cuadro Lírico de la SAR (Sociedad Artística Riojana) primeros premios en certámenes nacionales como el de Torrelavega en Santander con la obra "Los Gavilanes" en 1961. 
Crea centros de enseñanza en Tudela y Logroño. Aquí como Academia Provincial de Música, que pasa a ser Conservatorio Elemental, para finalmente convertirse en el Conservatorio de Música de La Rioja.
El 18 de diciembre de 1965, el ministro de Educación y Ciencia, D. Manuel Lora-Tamayo, firmaba el acuerdo de conceder validez ministerial a la Academia Elemental fundada por él. El 24 de julio de 1970, según decreto 2612/1970, el Ministerio de Educación Nacional concede el grado de Conservatorio Profesional al que hasta la fecha había sido elemental en Logroño. 
Finalmente fallece el 24 de noviembre de 1969 habiendo consagrado toda su vida a la música.

## Obras destacadas
- La Zarzuela El Montañés, premiada en el Concurso celebrado por Radio Nacional de España en Madrid con el patrocinio del Ministerio de Educación y Ciencia en 1948.

- La Suite Oria, con temas folclóricos de la Rioja, que estrenó y dirigió en los Festivales de España de 1958.

- El Viejo Arcón, "balada escénica riojana" obra magna en la que recogió las tradiciones de La Rioja, como El milagro de la rueda de Santo Domingo, o La Virgen de Monte de Cervera del Río Alhama.

- Himno Oficial del Ayuntamiento de Haro. Eliseo Pinedo (estrofa) y Miguel de la Fuente Álvarez (estribillo). Los letristas son Enrique Hermosilla Díez y José Fernández Ollero

- Otras obras como pasodobles, sainetes líricos, tangos y pasacalles, etc.

### Himno a la Provincia
Una de sus obras más importantes la realiza cuando el 23 de junio de 1965, la por entonces denominada Excelentísima Diputación Provincial de Logroño le encarga componer "un himno-marcha que constituya el oficial de esta Excma. Diputación”, que será el oficial de la provincia.
La melodía se estrenó por primera vez el Día de la Provincia en el Teatro Bretón de los Herreros de Haro, con ocasión de las Fiestas de la Virgen de la Vega. 
La Ley 4/1985 de 31 de mayo de 1985 reguladora de los signos de identidad riojana, contempla como Himno oficial de la Comunidad Autónoma de La Rioja la composición musical denominada "La Rioja". 

## Reconocimientos póstumos
- El Ayuntamiento de Logroño, en sesión Plenaria y en reconocimiento a su trabajo y dedicación a la música, le dedica una calle, el 13 de febrero de 1975, la cual lleva su nombre.

- El 28 de junio de 1978 la por entonces deoniminada Excelentísima Diputación Provincial de Logroño le concede en atención a los méritos que concurrían en él y a título póstumo la Distinción al Mérito Provincial en su categoría de Plata.

- Por acuerdo municipal, el pueblo de Zarratón propone al Ministerio de Educación y Ciencia que las Escuelas públicas se denominen "Eliseo Pinedo", la propuesta es aceptada.

- El 1 de octubre de 1989, Zarratón, su pueblo natal, le rinde un homenaje dedicándole su Plaza Mayor, en ella coloca una placa donde dice: "Plaza del Maestro Pinedo. Hijo de la Villa".

- El 5 de enero de 1991, el Ayuntamiento de Logroño coloca su busto, realizado por el escultor Félix Reyes, en la calle que lleva su nombre en Logroño.

- La CLA PEPE EIZAGA le concedió la Lira de plata por su apoyo en favor de la Zarzuela.

- El 15 de agosto de 1991 el pueblo de Zarratón inaugura un monumento en la Plaza del pueblo a la Memoria del Ilustre Hijo de Zarratón Elíseo Pinedo colocando un busto.

- En 1991, el Ayuntamiento de Haro a propuesta de la Comisión de Cultura le dedica una calle en reconocimiento a su trabajo en pro de la música y muy especialmente por ser coautor del Himno de Haro.

- En 1995, la localidad riojana de Lardero, le dedica una calle en la zona residencial "Las Viñas".
- El 10 de marzo de 2019, el Gobierno de La Rioja realiza un homenaje con más de 200 músicos en el Auditorio de Riojaforum. Participan: La Orden de la Terraza, orquesta de plectro. Collegium Musicum. Coro de la CLA Pepe Eizaga. Banda Sinfónica de La Rioja.